# Ата-дарваза
Ата-дарваза (узб. Ota darvoza) — западные ворота хивинской цитадели Ичан-Кала, которые по сути являлись главными воротами крепости. Были построены в 1828—1829 годах.
В настоящее время входит в список материального культурного наследия Узбекистана республиканского значения. Входит в список всемирного культурного наследия как часть исторической части города Хива.

## История

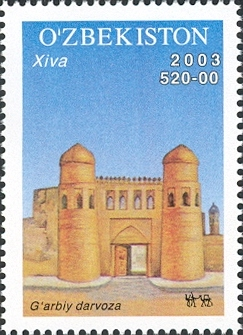
Почтовая марка Узбекистана

Ата-дарваза были построены во время правления хивинского хана Аллакули в 1828—1829 годах. Во внутренней части ворот имелось 13 торговых рядов, крытый базар-чорсу. С правой стороны от ворот размещалось медресе Мухаммада Амин-хана, с левой стороны ханский дворец Куня- арк.
Городские ворота были частью защитной системы. На примере Ата-дарваза видно, что они имеют «ударные» башни, расположенные по обе стороны арочного проезда, а над воротами имеются также смотровые галереи.
Внутри ворот размещались таможня и саррафхана (помещение для обмена денег), а также комната для привратника. Величина сооружения и размеры конструкции соответствуют XIX веку.  С целью устойчивости строения форму арок ворот сделали с учётом тяжести кирпичей, а также в ряд сложенных кирпичей вводились деревянные балки. В этом методе для устройства маленьких куполов кирпич кладётся в форме «давра» и «балхи». В то же время интерьер здания был оштукатурен.
Ворота прямоугольной формы (17,50 м х 15,40 м). В воротах были устроены четыре основных помещения, связанные длинным коридором. В одной из комнат располагалась винтовая лестница, ведущая на крышу ворот.
Первоначальный облик Ата-дарваза не сохранился, ворота были разрушены в 1920 году. В 1974—1978 годах проходило восстановление ворот на основе архивных материалов.
Створки ворот украшены резными растительными узорами («ислими») и геометрическим орнаментом. Створки обеих ворот в центральной части оформлены равносторонними четырёхугольниками одинаковых пропорций и размеров, в которых вписаны круги с изображением восьмигранных звёзд. Внутри круга в правой створке на арабском языке написана сура «Ихлас» из Корана, в левой створке — «Калимаи шахадат» со словами «Ла илаха иллаллоху Мухаммадур Расулуллох» («Нет бога кроме аллаха и Мухаммед — пророк его»). Однако эти двери не оригинальные, раньше они располагались в загородном дворце Мухаммада Амин-хана.